# Robert Bouchet
Pour les articles homonymes, voir Bouchet.
Robert Bouchet, né à Paris le 10 avril 1898 et mort le 15 août 1986 à Crouttes-sur-Marne (Aisne), est un peintre et luthier français. 

## Biographie
Il commence sa carrière d'abord comme peintre et expose au Salon des tuileries, au Salon des Indépendants (1922) et au Salon d'automne dont il est sociétaire. Il y présente des canevas dépeignant la vie parisienne.
En 1946, alors que les privations de la guerre se font toujours sentir, Robert Bouchet, qui fréquentait déjà les ateliers de plusieurs luthiers français dans la période d'avant-guerre (notamment Julian Gómez-Ramirez et Davis Enesa), se voyant dans l'impossibilité de trouver un instrument convenable, décide de construire lui-même sa guitare. Cette première création rencontre beaucoup de succès là où il se produit et il ne tarde pas à recevoir quelques premières commandes.
Sa réputation explose vers la fin des années 1950 lorsque Ida Presti, Alexandre Lagoya (qui se rencontrèrent pour la première fois dans son atelier) puis Julian Bream, commencent à se produire sur ses instruments.
À partir de 1979 et jusqu'à sa mort, il prendra comme élève Jean Pierre Mazé à qui il enseignera ses secrets sur la fabrication de guitare. 

## Créations
Robert Bouchet est l'inventeur d'un barrage original pour ses tables d'harmonie conservant l'éventail traditionnel en sept brins mais y ajoutant sous le chevalet une petite barre transversale (qu'il avait remarquée au cours de la restauration d'une guitare Lacote) qui donne à ses guitares une sonorité chaleureuse et équilibrée. 
Il a écrit le cahier de Robert Bouchet qui développe au long d'une centaine de pages les étapes de la construction d'une guitare dans la tradition artisanale espagnole. Les opérations y sont détaillées par de nombreux dessins et diagrammes. 
En 1988, l'un de ses amis, le luthier Dominique Field, rend l'édition originale à sa veuve, Madame Andrée Bouchet, qui la cède en accord avec la volonté de son mari au Musée instrumental du conservatoire de musique de Paris. Elle y est encore conservée aujourd'hui.